# سابینا آلتینبکوا
سابینا آلتینبکوا (قزاقی: Сабина Абайқызы Алтынбекова؛ زادهٔ ۵ نوامبر ۱۹۹۶) بازیکن والیبال اهل قزاقستان عضو تیم ملی والیبال جوانان دختر قزاقستان است.
سابینا در قهرمانی والیبال زیر ۱۹ سال زنان آسیا با حضور در ترکیب تیم ملی قزاقستان به خاطر زیبایی چهره اش در مدت نه روز به شهرت جهانی دست یافت به طوری که در این مدت کم ویدئوهایی که از او در یوتیوب درج شد بازدید میلیونی پیدا کرد و صفحه اینستاگرام او در عرض سه روز با ۳۰۰ هزار بازدید کننده همراه شد. پدر او ورزشکار اسکی و مادرش ورزشکار دو و میدانی است.